# Rimmels
Rimmels ist ein Ortsteil der Gemeinde Nüsttal im osthessischen Landkreis Fulda.

## Geografische Lage
Der Ort liegt im Osten Hessens im Naturpark Hessische Rhön im Tal der Nässe an deren Einmündung in die Nüst. Im Ort kreuzen sich die Landesstraßen 3176 und 3256.

Der Ort Rimmels in der Gemeinde Nüsttal

## Geschichte
Rimmels wurde im Jahre 1410 in den Zinsregistern des Amtes Mackenzell erstmals erwähnt. 1752 entstand die Barockbrücke über die Nüst. Sie wurde auf Veranlassung des Fuldaer Fürstbischofs Amand von Buseck erbaut. 1656 wird erstmals die Kapelle des hl. Antonius genannt.
In den Jahren 1984 und 1986 wurde Rimmels als schönstes Dorf Hessens ausgezeichnet. 1987 wurde Rimmels sogar erster Bundessieger im Dorfverschönerungswettbewerb im Fuldaer Land.

### Gebietsreform
Am 1. Februar 1971 fusionierte Rimmels im Zuge der Gebietsreform in Hessen mit fünf weiteren Gemeinden freiwillig zur neuen Gemeinde Nüsttal.
Für Rimmels wurde, wie für die übrigen bei der Gebietsreform nach Nüsttal eingegliederten Gemeinden, ein Ortsbezirk mit Ortsbeirat und Ortsvorsteher nach der Hessischen Gemeindeordnung gebildet.

### Einwohnerentwicklung
- 1812: 25 Feuerstellen, 233 Seelen[2]

| Rimmels: Einwohnerzahlen von 1812 bis 2014 | Rimmels: Einwohnerzahlen von 1812 bis 2014 | Rimmels: Einwohnerzahlen von 1812 bis 2014 | Rimmels: Einwohnerzahlen von 1812 bis 2014 | Rimmels: Einwohnerzahlen von 1812 bis 2014 |
| --- | ------------------------------------------ | ------------------------------------------ | ------------------------------------------ | ------------------------------------------ |
| Jahr |                                            |                                            |                                            | Einwohner                                  |
| 1812 | 1812                                       |                                            | 233                                        | 233                                        |
| 1834 | 1834                                       |                                            | 263                                        | 263                                        |
| 1840 | 1840                                       |                                            | 243                                        | 243                                        |
| 1846 | 1846                                       |                                            | 245                                        | 245                                        |
| 1852 | 1852                                       |                                            | 248                                        | 248                                        |
| 1858 | 1858                                       |                                            | 194                                        | 194                                        |
| 1864 | 1864                                       |                                            | 194                                        | 194                                        |
| 1871 | 1871                                       |                                            | 154                                        | 154                                        |
| 1875 | 1875                                       |                                            | 175                                        | 175                                        |
| 1885 | 1885                                       |                                            | 172                                        | 172                                        |
| 1895 | 1895                                       |                                            | 155                                        | 155                                        |
| 1905 | 1905                                       |                                            | 142                                        | 142                                        |
| 1910 | 1910                                       |                                            | 152                                        | 152                                        |
| 1925 | 1925                                       |                                            | 173                                        | 173                                        |
| 1939 | 1939                                       |                                            | 200                                        | 200                                        |
| 1946 | 1946                                       |                                            | 303                                        | 303                                        |
| 1950 | 1950                                       |                                            | 298                                        | 298                                        |
| 1956 | 1956                                       |                                            | 243                                        | 243                                        |
| 1961 | 1961                                       |                                            | 223                                        | 223                                        |
| 1967 | 1967                                       |                                            | 234                                        | 234                                        |
| 1970 | 1970                                       |                                            | 215                                        | 215                                        |
| 1980 | 1980                                       |                                            | ?                                          | ?                                          |
| 1990 | 1990                                       |                                            | ?                                          | ?                                          |
| 2000 | 2000                                       |                                            | ?                                          | ?                                          |
| 2011 | 2011                                       |                                            | 285                                        | 285                                        |
| 2014 | 2014                                       |                                            | 279                                        | 279                                        |
| Datenquelle: Historisches Gemeindeverzeichnis für Hessen: Die Bevölkerung der Gemeinden 1834 bis 1967. Wiesbaden: Hessisches Statistisches Landesamt, 1968. Weitere Quellen: ; Zensus 2011 |                                            |                                            |                                            |                                            |

### Religionszugehörigkeit
Quelle: Historisches Ortslexikon
| • 1885: | ein evangelischer (= 0,58 %), 171 katholische (= 99,42 %) Einwohner |
| • 1961: | 3 evangelische (= 1,35 %), 219 katholische (= 98,21 %) Einwohner    |

## Persönlichkeiten
- Lisa Hahner (* 1989), Marathonläuferin und Olympiateilnehmerin, Zwillingsschwester von Anna Hahner
- Anna Hahner (* 1989), Marathonläuferin und Olympiateilnehmerin, Zwillingsschwester von Lisa Hahner